# Òpera Reial Sueca

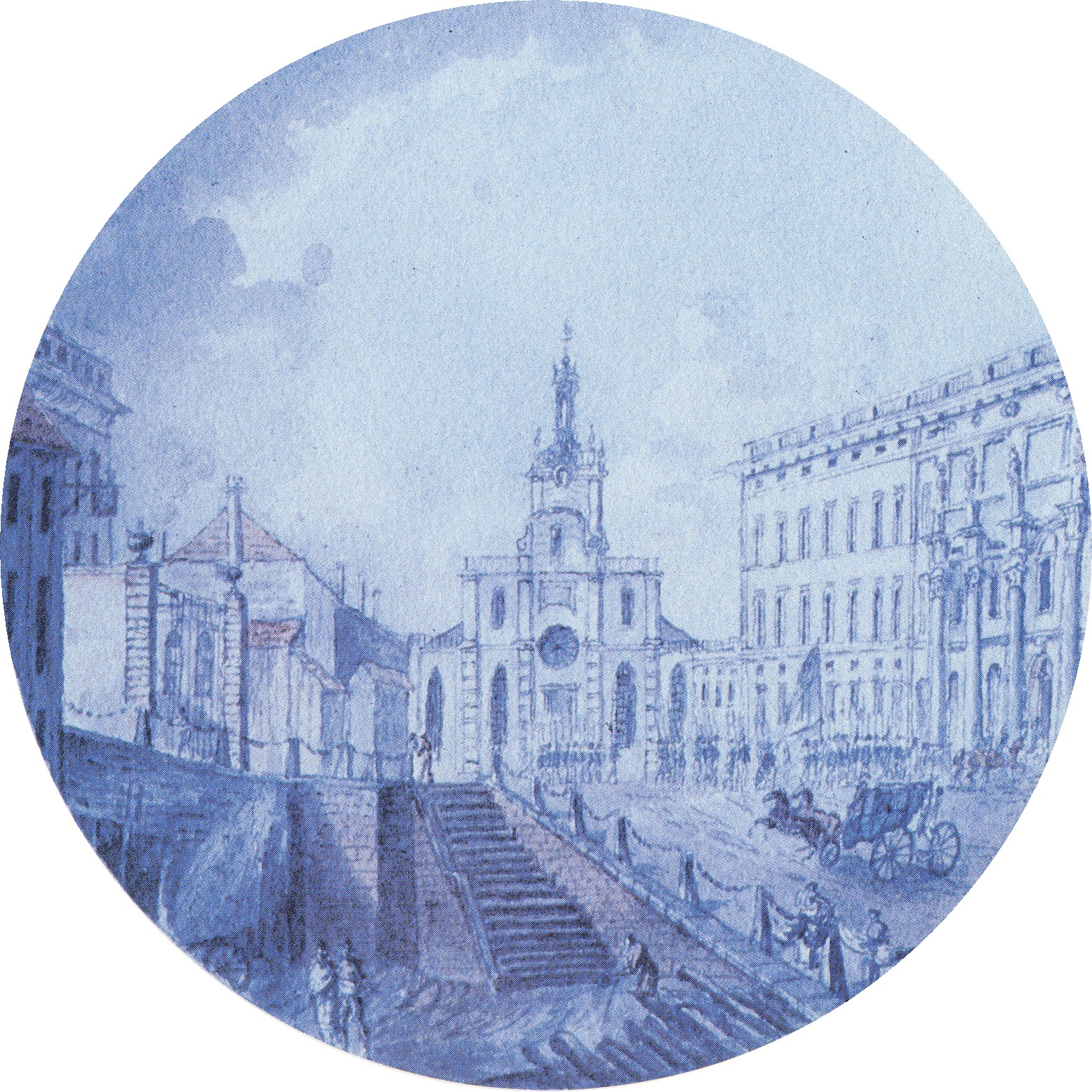
L'edifici original de l'Òpera Reial Sueca, Bollhuset a Slottsbacken, Estocolm, durant la dècada del 1780. De dreta a esquerra: Palau d'Estocolm, Storkyrkan, Teatre Bollhuset i el Palau de Tessin. Dibuix de Martin Rudolf Heland.

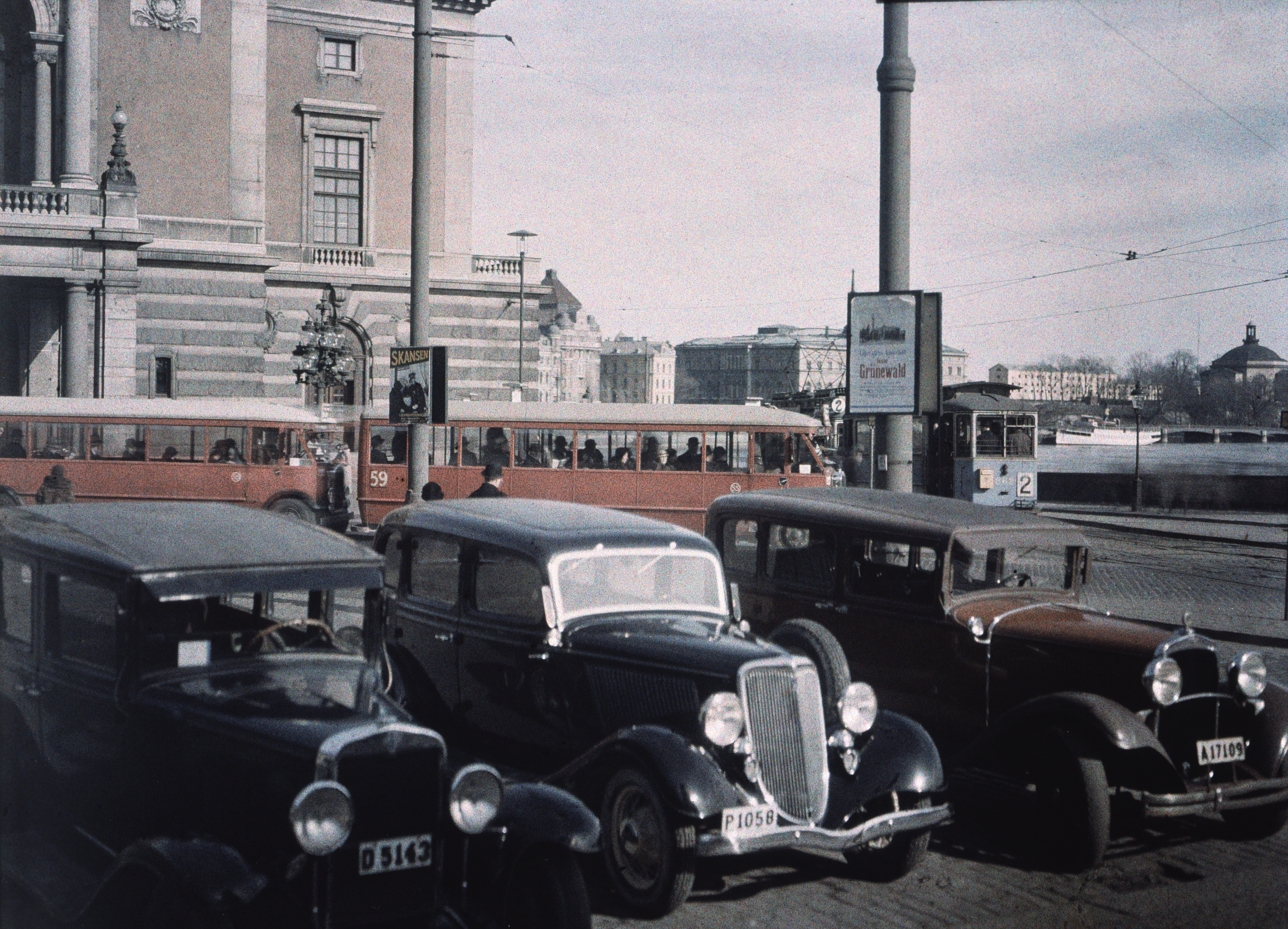
L'Òpera Reial Sueca, 1934

L'Òpera Reial Sueca (en suec Kungliga Operan) és una companyia d'òpera i ballet amb seu a Estocolm, Suècia.

## Ubicació i entorn
L'edifici està situat al centre de la capital de Suècia, Estocolm, al districte de Norrmalm, a la part oriental del carrer Gustav Adolfs, davant de l'antic Arvfurstens Palats, ara seu del Ministeri d'Afers Exteriors. Es troba al costat nord del riu Norrström i està connectat amb el Palau Reial a través del pont de Norrbro.
Altres edificis històricament i arquitectònicament importants als voltants són la Casa Sager, la residència oficial del Primer Ministre de Suècia, i l'⁣edifici del Riksdag.

## Història
La companyia d'òpera va ser fundada amb la Reial Acadèmia Sueca de Música pel rei Gustau III, i la seva primera representació, Thetis und Phelée, amb Carl Stenborg i Elisabeth Olin, va tenir lloc el 18 de gener de 1773; aquesta va ser la primera òpera representada en llengua nativa a Suècia.
Tanmateix, el primer teatre d'òpera no es va inaugurar fins al 1782 i va funcionar durant un segle abans de ser substituït a finals del segle XIX. Ambdues seus s’anomenen oficialment ''Òpera Reial'', tot i que, quan cal distingir-les, s’empren els termes ''Òpera Gustaviana'' i ''Òpera Oscariana'' o bé ''Òpera Vella'' i ''Òpera Nova''.

### L'Òpera Gustaviana
L'Òpera d'Estocolm original, obra de l'arquitecte Carl Fredrik Adelcrantz, va ser encarregada pel rei Gustau III, un ferm partidari de l'ideal de l'absolutisme il·lustrat i, com a tal, un gran mecenes de les arts. La Companyia d'Òpera Sueca s'havia ubicat inicialment a Bollhuset, però calia separar l'òpera del teatre i donar-los edificis separats. La construcció va començar el 1775 i el teatre es va inaugurar el 30 de setembre de 1782 amb una representació de l'òpera Cora och Alonzo del compositor alemany Johann Gottlieb Naumann. També fou l’escenari de balls de màscares públics, esdeveniments inspirats en els famosos balls d’òpera de París, oberts a tothom que portés màscara per un preu assequible i amb una certa mala reputació.

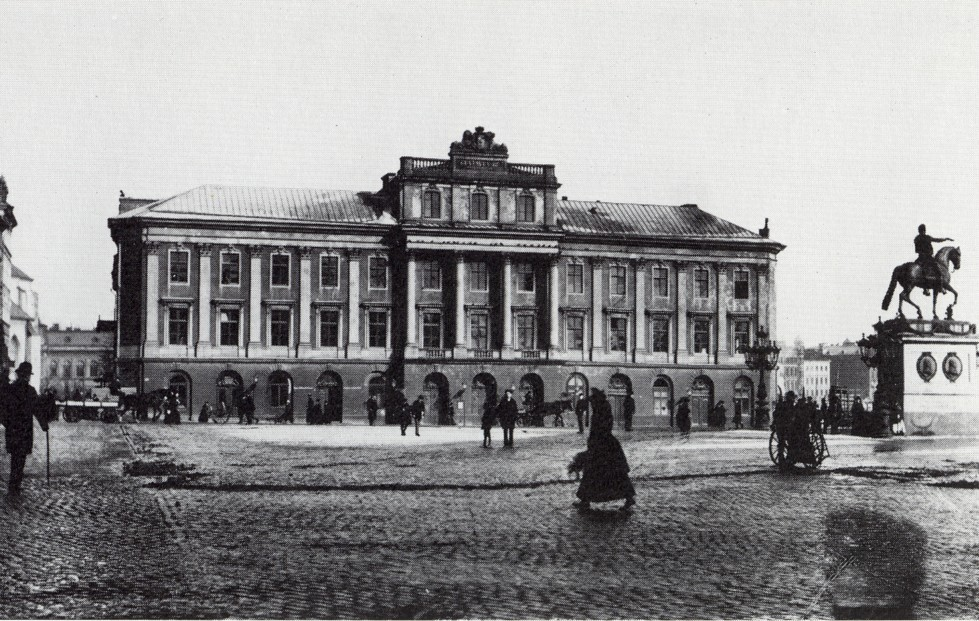
L'edifici de l'Òpera gustaviana el 1880

L’edifici era molt imponent, amb un pòrtic central tetràstil d’estil corinti que sostenia quatre estàtues i coronava la façana amb la corona reial. L’auditori, de planta ovalada i amb quatre nivells, tenia una acústica excel·lent i una bona visibilitat des de tots els angles. El vestíbul sumptuós presentava medallons neoclàssics i pilastres.
Va ser al vestíbul de l’òpera on el rei trobà la mort: durant una mascarada el 16 de març de 1792, va ser disparat per Jacob Johan Anckarström i va morir 13 dies després. Al seu torn, aquest esdeveniment va inspirar les òperes Gustave III de Daniel Auber i Un ballo in maschera de Verdi. Després de l'assassinat, el teatre de l'òpera va estar tancat fins a l'1 de novembre de 1792, quan es va tornar a obrir, cosa que alguns van considerar impactant. Al fill de Gustau III, el rei Gustau IV Adolf de Suècia, no li va agradar l'òpera, possiblement a causa de l'assassinat del seu pare, i no li va agradar el fet que l'escena de l'assassinat del seu pare s'utilitzés com a lloc d'entreteniment i oci, i quan es va representar una obra frívola per a la seva reina Frederica de Baden el 1806, va decidir tancar-la. Va romandre tancada fins al 1809 i, un cop deposat el rei, no fou fins al maig de 1812 que es trobà prou organitzada per reobrir plenament.

### L'Òpera Oscariana,Operan

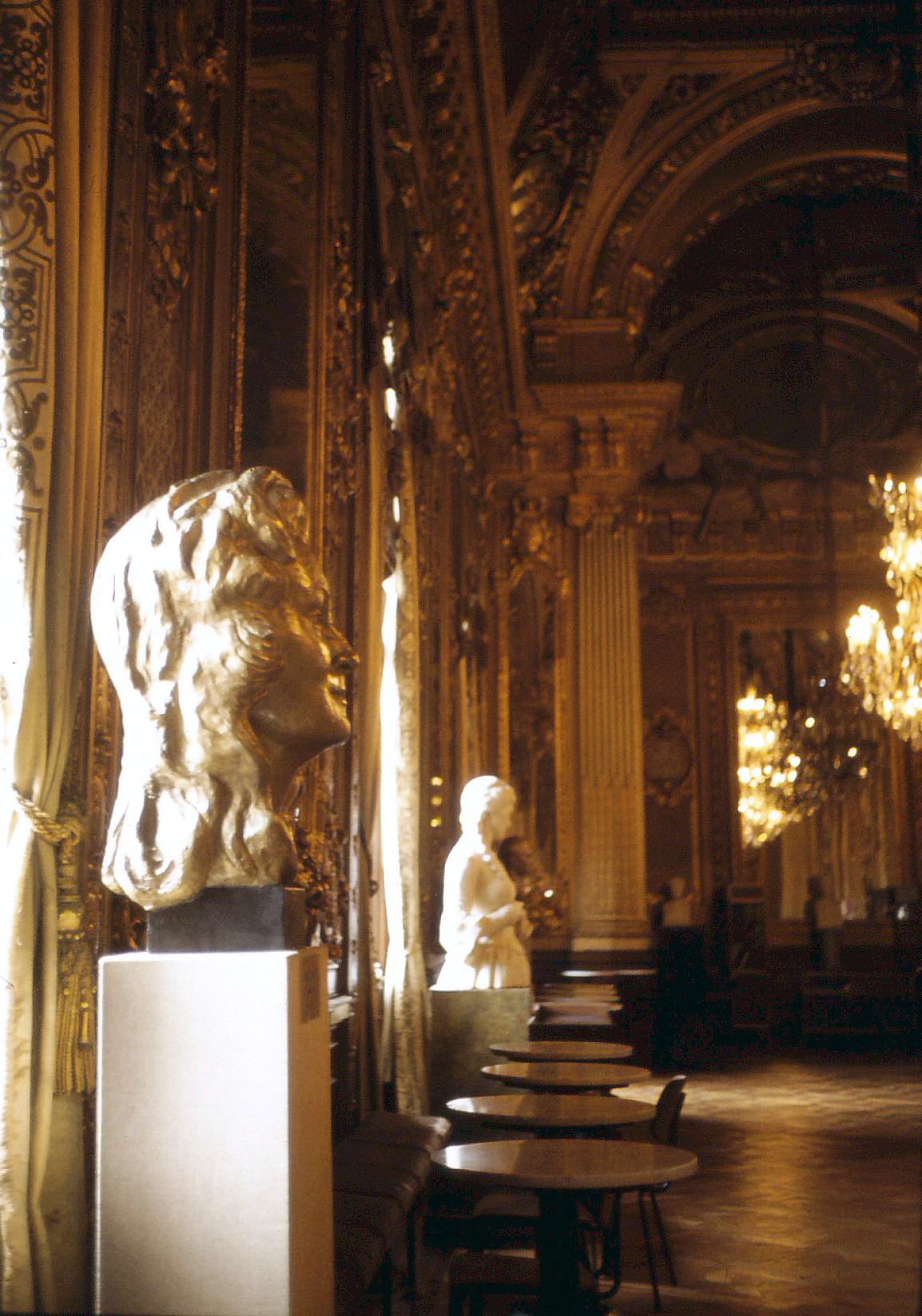
Òpera Reial de Suècia: El Saló Daurat (amb un bust de la cantant sueca Birgit Nilsson) a l'Òpera Reial de Suècia

L'antiga òpera va ser enderrocada el 1892 per donar pas a la construcció d'una nova òpera dissenyada per Axel Johan Anderberg, que va ser acabada set anys més tard i inaugurada pel rei Oscar II amb una producció d'una òpera sueca (aquesta tradició s'havia establert força fermament durant el segle XIX), Estrella de Soria de Franz Berwald.
La nova casa tenia les lletres Kungl. Teatern, literalment "Teatre Reial" (cosa que va fer que el Teatre Dramàtic Reial, fundat posteriorment, afegís la distinció "dramàtic" al seu nom). L'edifici ara s'anomena simplement Operan ("L'Òpera"), escrit en lletres daurades sobre l'arc central de la façana principal. És un majestuós edifici neoclàssic amb un magnífic vestíbul daurat (Guldfoajén) i una elegant escala de marbre que condueix a un auditori de tres nivells una mica més petit que l'antic teatre. Actualment té capacitat per a 1.200 persones. La majoria de produccions ara es canten en l'idioma original (amb subtítols en suec), amb només unes poques representacions en suec.
La família reial sueca del rei Carles XVI Gustau manté reservada la Llotja Reial, situada a la primera graderia de l'auditori, a sobre del fossat de l'orquestra.

## Conjunts, artistes i lideratge artístic

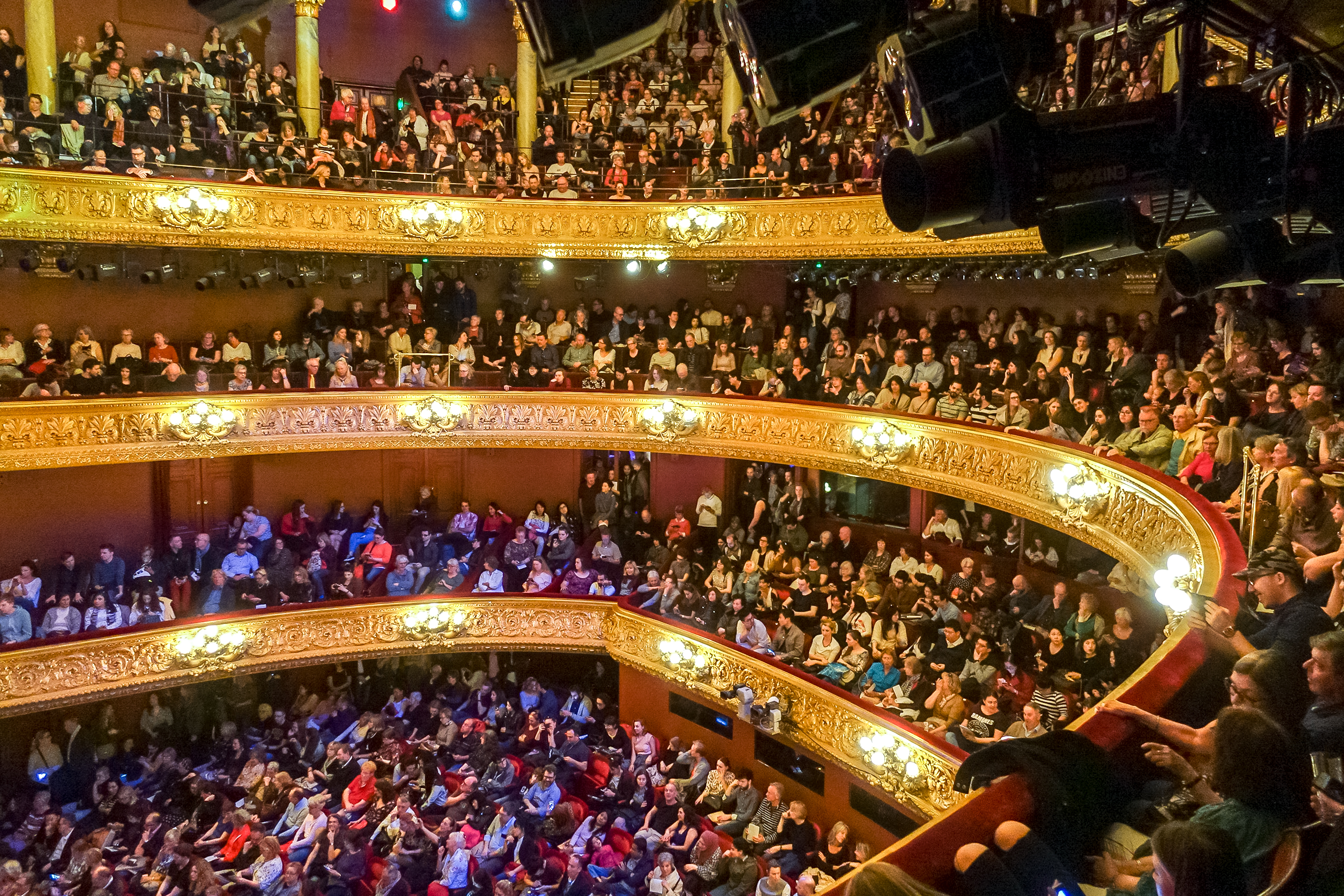
Interior de l'Òpera

Cantants famosos que han format part del conjunt de l'òpera han inclòs Jussi Björling, Gösta Winbergh, Nicolai Gedda, Peter Mattei, Jenny Lind, Birgit Nilsson, Elisabeth Söderström, Fritz Arlberg, Anne Sofie von Otter, Katarina Dalayman i Nina Stemme.
L'orquestra de l'Òpera Reial Sueca, l'Orquestra Reial Sueca, Kungliga Hovkapellet, data del 1526. Els comptes de la casa reial de 1526 esmenten dotze músics, inclosos intèrprets de vent i un timbaler, però cap intèrpret de corda. En conseqüència, l'Orquestra Reial Sueca és una de les orquestres més antigues d'Europa.
Armas Järnefelt va formar part del personal musical des del 1905, i va esdevenir el director principal entre 1923–1933 i 1938–1946. El Ballet Reial Suec, Kungliga Baletten, va ser fundat per Gustau III de Suècia el 1773.
Entre els directors generals anteriors de l’Òpera Reial Sueca hi ha Birgitta Svendén, que ocupà el càrrec fins a la seva jubilació el 2022. L’actual director general de la companyia és Fredrik Lindgren, des de l’1 de juliol de 2022.
El novembre de 2020, la companyia anuncià el nomenament de Michael Cavanagh com a nou director artístic, amb efecte a l’estiu de 2021 i amb un contracte inicial de cinc anys. Cavanagh va ocupar el càrrec fins a la seva mort el març de 2024. L’agost de 2024, la companyia anuncià el nomenament de Tobias Theorell com a proper director artístic, amb efecte el 2025.
Entre els directors titulars anteriors de la companyia hi ha Lawrence Renes, que va ocupar el càrrec des del 2012 fins al 2017. El gener de 2020, la companyia va anunciar el nomenament d'⁣Alan Gilbert com a proper director musical, amb efecte a la primavera de 2021. Gilbert va dirigir com a convidat per primera vegada amb la companyia el 2012.